# 李福尧
李福尧（1917年—2000年），男，直隶冀县人，中华人民共和国军事人物，中国人民解放军少将，曾任广州军区政治部副主任，南京高级陆军学校副政治委员。